# Astragalus dabanshanicus
Astragalus dabanshanicus är en ärtväxtart som beskrevs av Y.H.Wu. Astragalus dabanshanicus ingår i släktet vedlar, och familjen ärtväxter. Inga underarter finns listade i Catalogue of Life.